# Jamila Mejri
Pour les articles homonymes, voir Mejri.
Jamila Mejri (arabe : جميلة الماجري), de son nom complet Jamila Mejri Soudani, née 1951 à Kairouan, est une poétesse tunisienne.
Elle a reçu le prix Abou el Kacem Chebbi (ar), doyen des prix littéraires tunisiens, en 2005 pour son recueil de 38 poèmes intitulé Dhakiratou Attaïer.
Personnalité de la littérature tunisienne moderne, elle est la première femme à être élue présidente de l'Union des écrivains tunisiens lors du congrès de décembre 2008.